# 女捕快 (电影)
《女捕快》（英語：Lady of the law）是1978年申江、萧荣执导，由申江编剧，罗烈、施思等領銜主演的香港電影，影片主要女捕快在追捕犯人焦炎的时候，意外的得知了很多事情的故事。

## 劇情簡介
一日，陈华堂陈镖头劫镖，并以对方儿子焦炎相威胁，焦镖师为了儿子，自然是不得不放弃了押镖，并因为保护儿子重伤而死。
随后焦炎来到了白眉道姑的身边并且道姑旁边还有一个女弟子连冷如霜，其后陈华堂因为害怕道姑的威望，抚养对头人焦家的儿子焦炎。
多年后，城中出现了采花大盗的事情，已经身为捕快的冷如霜决定调查这件事情。
而与此同时，陈华堂得知自己的儿子居然就是采花大盗，于是便决定让自己收养的焦炎来顶替自己的儿子承受刑法。
不过焦炎并没有同意，并最终经过自己的努力，证明了自己的清白。

## 演员表
- 罗烈
- 施思
- 杨志卿
- 詹森
- 刘准
- 金天柱
- 李文洲
- 石天
- 沈劳
- 欧阳莎菲
- 罗汉
- 江岛 [4]

## 职员表
- 编剧 :申江
- 导演:申江、萧荣
- 制片人:邵逸夫
- 美术:陈其锐
- 化妆:吴绪清

## 相關連結
- 豆瓣电影上《女捕快》的資料 （简体中文）
- 互联网电影数据库（IMDb）上《女捕快》的资料（英文）
- 香港影庫上《女捕快》的資料（繁體中文）